# Christine Girard
Christine Girard (ur. 3 stycznia 1985 w Elliot Lake) – kanadyjska sztangistka, dwukrotna medalistka olimpijska.
W 2008 roku wywalczyła brązowy medal w wadze średniej podczas igrzysk olimpijskich w Pekinie. W zawodach tych wyprzedziły ją jedynie Pak Hyon-suk z Korei Północnej i Lu Ying-chi z Tajwanu. Pierwotnie Girard zajęła czwarte miejsce, jednak w 2016 roku za doping zdyskwalifikowana została Irina Niekrasowa z Kazachstanu (2. miejsce), a brązowy medal przyznano Kanadyjce. Na rozgrywanych cztery lata później igrzyskach olimpijskich w Londynie zwyciężyła w tej samej kategorii. Pierwotnie zdobyła brąz, ale w 2015 roku rywalki z pierwszej (Majia Maneza z Kazachstanu) i drugiej pozycji (Rosjanka Swietłana Carukajewa) zostały zdyskwalifikowane za stosowanie dopingu. Zdobyła także złoty medal podczas igrzysk panamerykańskich w Guadalajarze w 2011 roku i srebrny na igrzyskach panamerykańskich w Rio de Janeiro w 2007 roku.

## Osiągnięcia
| Rok  | Zawody                     | Miasto         | Miejsce | Kategoria | Wynik  |
| ---- | -------------------------- | -------------- | ------- | --------- | ------ |
| 2007 | Igrzyska panamerykańskie   | Rio de Janeiro | 2       | do 63 kg  | 221 kg |
| 2008 | Igrzyska olimpijskie       | Pekin          | 3       | do 63 kg  | 228 kg |
| 2010 | Igrzyska Wspólnoty Narodów | Delhi          | 1       | do 69 kg  | 235 kg |
| 2011 | Igrzyska panamerykańskie   | Guadalajara    | 1       | do 63 kg  | 238 kg |
| 2012 | Igrzyska olimpijskie       | Londyn         | 1       | do 63 kg  | 236 kg |